# 文丁
文丁（？—前1102年？），子姓，名托，商朝第29任國王，商王武乙之子。具體在位年代不詳，約在西元前12世紀之末。夏商周断代工程定為前1112年－前1102年。

## 生平
武乙晚年，於河、渭之間田獵，被暴雷震死。子文丁即位。武乙時，西方的周族逐漸強大。
文丁二年，周公季歷討伐燕京戎，周師大敗。
文丁三年，殷都旁的洹水「一日三絕」，似為乾旱所致。
文丁四年，周人征伐余無之戎，取得勝利，文丁任命季歷為牧師。
文丁七年，周人又征伐始呼之戎獲勝。
文丁十一年，周人再伐翳徒之戎，俘虜戎之三大夫。文丁忌惮周族強大，最終將季歷擒殺。
文丁在位年數不詳，《太平御覽》引《史記》稱其在位三年，今本《竹書紀年》稱其在位十三年。文丁駕崩後，子帝乙即位。

## 家庭
文丁是箕子、比干、帝乙的父親。